# Segunda Categoría de Chimborazo 2016
El Campeonato Provincial de Segunda Categoría de Chimborazo 2016 fue un torneo de fútbol en Ecuador en el cual compitieron equipos de la Provincia de Chimborazo. El torneo fue organizado por la Asociación de Fútbol No Aficionado de Chimborazo (AFNACH) y avalado por la Federación Ecuatoriana de Fútbol. El torneo empezó el 28 de mayo de 2016 y finalizó el 5 de julio de 2016. Participaron 4 clubes de fútbol y entregó 1 cupo al Zonal de Ascenso de la Segunda Categoría 2016 por el ascenso a la Serie B.

## Sistema de campeonato
El sistema determinado por la Asociación de Fútbol No Aficionado de Chimborazo fue el siguiente:
- Se jugó dos etapas con los 4 equipos establecidos, fue todos contra todos ida y vuelta (12 fechas), al final el equipo que termine en primer lugar clasifica a los zonales de Segunda Categoría 2016 como campeón.

## Equipos participantes
| Equipos participantes                  | Equipos participantes | Equipos participantes                  |
| -------------------------------------- | --------------------- | -------------------------------------- |
|                                        |                       |                                        |
| Equipo                                 | Ciudad                | Estadio                                |
| Club Deportivo Star Club               | Riobamba              | Estadio Salesiano Padre Pascual Bissón |
| Club Estudiantes de La Plata (Ecuador) | Pallatanga            | Estadio Municipal de Pallatanga        |
| Independiente San Pedro                | Alausí                | Estadio Municipal de Alausí            |
| Club Deportivo Los Ases                | Bucay                 | Estadio Ítalo Córdova                  |

## Equipos por Cantón
| Cantón     | N.º | Equipos                 |
| ---------- | --- | ----------------------- |
| Riobamba   | 1   | Star Club               |
| Cumandá    | 1   | Los Ases                |
| Alausí     | 1   | Independiente San Pedro |
| Pallatanga | 1   | Estudiantes de La Plata |

## Clasificación
|  |    | Equipo                  | PJ | PG | PE | PP | GF | GC | DG  | PTS |
|  | -- | ----------------------- | -- | -- | -- | -- | -- | -- | --- | --- |
|  | 1. | Star Club               | 10 | 7  | 3  | 0  | 24 | 7  | +17 | 24  |
|  | 2. | Los Ases                | 10 | 4  | 2  | 4  | 14 | 16 | -2  | 14  |
|  | 3. | Independiente San Pedro | 10 | 6  | 0  | 4  | 19 | 12 | +7  | 12  |
|  | 4. | Estudiantes de La Plata | 10 | 0  | 1  | 9  | 6  | 28 | -22 | 1   |

|  | Campeón y clasificado a los zonales de Segunda Categoría 2016.                                                 |
|  | Independiente San Pedro fue sancionado con la pérdida de 6 puntos, por hacer actuar a un jugador inhabilitado. |

## Evolución de la clasificación
| Equipo / Jornada        | 1 | 2 | 3 | 4 | 5 | 6 | 7 | 8 | 9 | 10 |
| ----------------------- | - | - | - | - | - | - | - | - | - | -- |
| Star Club               | 3 | 2 | 2 | 1 | 1 | 1 | 1 | 1 | 1 | 1  |
| Los Ases                | 2 | 1 | 3 | 2 | 2 | 2 | 3 | 2 | 3 | 2  |
| Independiente San Pedro | 1 | 3 | 1 | 3 | 3 | 3 | 2 | 3 | 2 | 3  |
| Estudiantes de La Plata | 4 | 4 | 4 | 4 | 4 | 4 | 4 | 4 | 4 | 4  |

## Resultados
|  | Los Ases                | 3 - 3 | Star Club               |  | Ítalo Córdova       | 6 de junio | 12:00 |
|  | Independiente San Pedro | 4 - 2 | Estudiantes de La Plata |  | Municipal de Alausí | 7 de junio | 13:00 |

|  | Estudiantes de La Plata | 1 - 3 | Los Ases                |  | Municipal de Pallatanga | 14 de junio | 14:00 |
|  | Star Club               | 2 - 0 | Independiente San Pedro |  | Padre Pascual Bissón    | 14 de junio | 15:00 |

|  | Estudiantes de La Plata | 1 - 1 | Star Club |  | Municipal de Pallatanga | 19 de junio | 11:00 |
|  | Independiente San Pedro | 4 - 1 | Los Ases  |  | Municipal de Alausí     | 21 de junio | 14:00 |

|  | Los Ases  | 2 - 0 | Independiente San Pedro |  | Ítalo Córdova        | 26 de junio | 15:00 |
|  | Star Club | 3 - 0 | Estudiantes de La Plata |  | Padre Pascual Bissón | 28 de junio | 13:00 |

|  | Independiente San Pedro | 0 - 3 | Star Club               |  | Municipal de Alausí | 5 de julio | 11:45 |
|  | Los Ases                | 2 - 0 | Estudiantes de La Plata |  | Ítalo Córdova       | 5 de julio | 13:00 |

|  | Estudiantes de La Plata | 0 - 2 | Independiente San Pedro |  | Municipal de Pallatanga | 14 de junio | 14:00 |
|  | Star Club               | 1 - 1 | Los Ases                |  | Padre Pascual Bissón    | 14 de junio | 15:00 |

|  | Independiente San Pedro | 5 - 1 | Estudiantes de La Plata |  | Municipal de Alausí | 14 de junio | 14:00 |
|  | Los Ases                | 1 - 3 | Star Club               |  | Ítalo Córdova       | 14 de junio | 15:00 |

|  | Star Club               | 1 - 0 | Independiente San Pedro |  | Padre Pascual Bissón    | 14 de junio | 14:00 |
|  | Estudiantes de La Plata | 0 - 1 | Los Ases                |  | Municipal de Pallatanga | 14 de junio | 15:00 |

|  | Independiente San Pedro | 2 - 0 | Los Ases  |  | Municipal de Alausí     | 14 de junio | 14:00 |
|  | Estudiantes de La Plata | 1 - 2 | Star Club |  | Municipal de Pallatanga | 14 de junio | 15:00 |

|  | Los Ases  | 0 - 2 | Independiente San Pedro |  | Ítalo Córdova        | 14 de junio | 14:00 |
|  | Star Club | 5 - 0 | Estudiantes de La Plata |  | Padre Pascual Bissón | 14 de junio | 15:00 |

|  | Independiente San Pedro | - | Star Club               |  | No se programó | No se programó | No se programó |
|  | Los Ases                | - | Estudiantes de La Plata |  | No se programó | No se programó | No se programó |

|  | Star Club               | - | Los Ases                |  | No se programó | No se programó | No se programó |
|  | Estudiantes de La Plata | - | Independiente San Pedro |  | No se programó | No se programó | No se programó |

## Campeón
|                                                                                           |
|                                                                                           |
| Club Deportivo Star Club 11.° Título Clasifica a los zonales de la Segunda Categoría 2016 |